# Bellona (île)
Pour l’article homonyme, voir Bellona.
Bellona est une île de la province de Rennell et Bellona, dans les Salomon. Elle fait 17 km2. Presque entièrement entourée de falaises de 30 à 70 m de haut, cet atoll surélevé est composé de corail. Il comporte dix villages :
- Matahenua/Matamoana (west)
- Honga'ubea
- Tongomainge
- Ngotokanaba
- Pauta
- Ngongona
- Gongau
- Ahenoa
- Matangi
- NukuTonga (East)

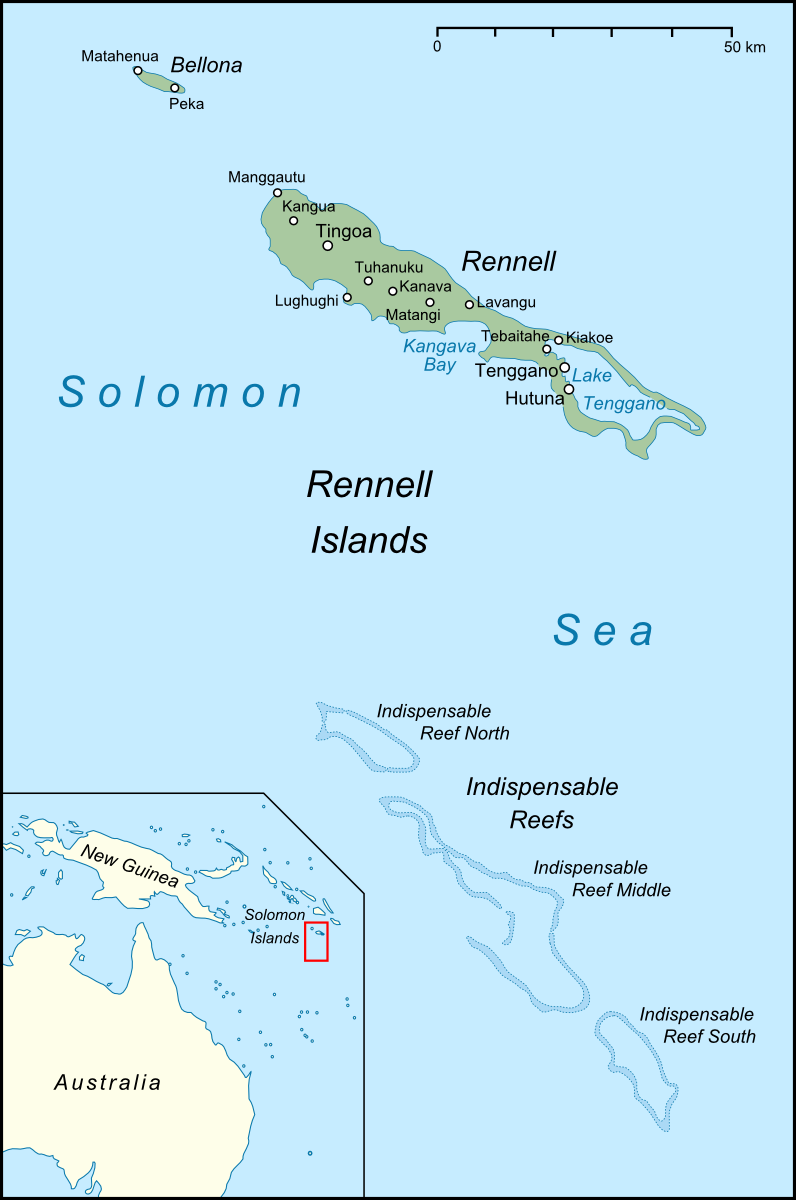
Bellona dans le nord des îles Rennell

C'est une exclave polynésienne comme Rennell où l'on parle le rennell-bellona. Son nom provient du navire Bellona, qui appartenait au capitaine Lord Rennell. Son nom vernaculaire est Mungiki.
L'île est extrêmement vulnérable aux ouragans et aux sécheresses. Ces dernières se manifestent souvent entre mars et septembre.